# حمادة عبد اللطيف
حماده عبد اللطيف نجم الزمالك فتره الثمانينات واوائل التسعينات الملقب بالحواوى، هو واحد من أفضل صانعى الألعاب في تاريخ الكره المصرية كان يمتاز بدقه التمريرات والمراوغة ورشاقه الجسم بدا حياته في ناشئين الزمالك عن طريق خاله اللاعب محمود فوزى لاعب الزمالك في السبعينات وكان معشوق جماهير الزمالك لما يتمتع به من مهاره مر بظروف صعبه حين لم يضمه محمود الجوهرى للمنتخب عام1989 رغم بروز نجمه وحصوله على أفضل لاعب في جميع الاستفتائات حينها هتفت جماهير الزمالك في مباره اعتزال فاروق جعفر وكان منتخب مصر ضد منخب الكويت